# Le Grand Saut (film)
Pour les articles homonymes, voir Le Grand Saut.
Pour plus de détails, voir Fiche technique et Distribution.
Le Grand Saut (Coyote Falls) est un film américain d'animation Looney Tunes de 3 minutes et mettant en scène Bip Bip et Vil Coyote réalisé par Matthew O'Callaghan en 2010.

## Fiche technique
- Réalisateurs : Matthew O'Callaghan
- Producteur : Spike Brandt et Tony Cervone
- Compositeur : Christopher Lennertz